# Dieulefit
 Dieulefit  es una población y comuna francesa, en la región de Ródano-Alpes, departamento de Drôme, en el distrito de Nyons y cantón de Dieulefit.

## Demografía
| 2450 | 2534 | 2632 | 2666 | 2924 | 3096 |
| Para los censos de 1962 a 1999 la población legal corresponde a la población sin duplicidades (Fuente: INSEE [Consultar]) |      |      |      |      |      |